# John P. Leedom

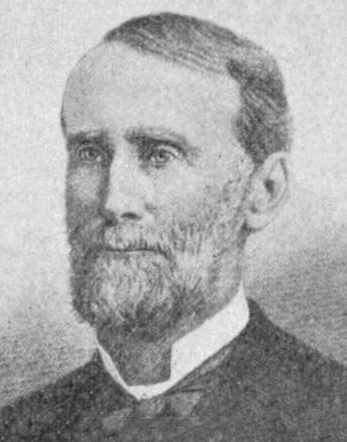
John P. Leedom

John Peter Leedom (* 20. Dezember 1847 im Adams County, Ohio; † 18. März 1895 in Toledo, Ohio) war ein US-amerikanischer Politiker. Zwischen 1881 und 1883 vertrat er den Bundesstaat Ohio im US-Repräsentantenhaus.

## Werdegang
John Leedom besuchte die öffentlichen Schulen seiner Heimat und danach bis 1863 das Smith’s Mercantile College in Portsmouth. Anschließend war er dort für einige Zeit als Lehrer tätig. Außerdem arbeitete er in der Landwirtschaft. Im Jahr 1874 wurde er zum Gerichtsdiener (Clerk of the court of common pleas) am Berufungsgericht im Adams County gewählt. Drei Jahre später wurde er in diesem Amt bestätigt. Gleichzeitig schlug er als Mitglied der Demokratischen Partei eine politische Laufbahn ein. Im Jahr 1879 gehörte er dem Staatsvorstand seiner Partei an.
Bei den Kongresswahlen des Jahres 1880 wurde Leedom im siebten Wahlbezirk von Ohio in das US-Repräsentantenhaus in Washington, D.C. gewählt, wo er am 4. März 1881 die Nachfolge von Frank H. Hurd antrat. Da er im Jahr 1882 nicht bestätigt wurde, konnte er bis zum 3. März 1883 nur eine Legislaturperiode im Kongress absolvieren. Zwischen 1884 und 1890 übte Leedom die zeremonielle Funktion des Sergeant at Arms im US-Repräsentantenhaus aus. Er starb am 18. März 1895 in Toledo und wurde in Manchester beigesetzt.